# Петрухин, Алексей Михайлович
Алексей Михайлович Петрухин (род. 2 ноября 1964 года) — российский художник, член-корреспондент РАХ (2021).

## Биография
Родился 2 ноября 1964 года, живёт и работает в Севастополе.
В 1993 году — окончил Харьковский художественно-промышленный институт.
С 2012 года — член Союза художников России, с 2013 года — член Российской Ассоциации художников-маринистов, с 2019 года — член Товарищества южнорусских художников.
В 2021 году — избран членом-корреспондентом Российской академии художеств от Южного регионального отделения.

## Творческая деятельность
Основные живописные произведения: «Весенний свет и каменистый берег» (2016); «В ожидании салюта» (2016); «Южный ветер» (2019); «Над Балаклавой восходит луна» (2020); «Бухта Капсель. Утро после шторма» (2020); «Набережная после дождя» (2020).
Произведения находятся в собраниях Севастопольского художественного музея имени М. П. Крошицкого, Музейного историко-мемориального комплекса героическим защитникам Севастополя, Художественного музея «Арт-Донбасс» (Донецк), Национального музея Чеченской Республики (Грозный).
Участник выставок с 1996 года.
Персональные выставки прошли в ЦДХ (Москва, 1998, 2018); Галерее «Маэстро» в Харькове (2002, 2004, 2006); Выставочном зале «Унион» в Одессе (2004); Театре «Сузирря» в Киеве (2009); Центре культуры и искусства в Севастополе (2010); Выставочном зале Севастопольского Союза художников (2011); Севастопольском художественном музее имени М. П. Крошицкого (2014, 2016, 2019); Галерее «На пятой Авеню» в Нейплс, Флорида (2015, 2016, 2019, 2021); «Доме художника» в Москве (2017); Арт-Отеле «Украина» в Севастополе (2021, 2022, 2024), проект «Море Света» в Администрации г. Ялты (2023), Севастопольской детской школе искусств в Новом Херсонесе (2024).